# Dariusz Banachowicz
Dariusz Banachowicz (ur. 6 maja 1962 w Łodzi) – polski policjant, nadinspektor Policji, łódzki komendant wojewódzki Policji (od 2012).

## Życiorys
Ukończył Wyższą Szkołę Policji w Szczytnie oraz Wydział Zarządzania i Administracji Wyższej Szkoły Pedagogicznej w Kielcach. Odbył szkolenia w Wyższej Szkole Inspektorów we Francji, w brygadach kryminalnych w Paryżu, FBI (dotyczące seryjnych zabójców) i niemieckiej BK (analiza kryminalna).
W 1983 podjął pracę w komendzie miejskiej w Łodzi, w pionie dochodzeniowo-śledczym. W latach 1987–1997 pracował w służbie kryminalnej. Następnie przeszedł do łódzkiej komendy wojewódzkiej, zostając wkrótce kierownikiem sekcji zabójstw, a później zastępcą naczelnika wydziału kryminalnego. Od października 2004 zatrudniony był jako naczelnik wydziału techniki operacyjnej KWP, zaś w 2006 został zastępcą komendanta wojewódzkiego Policji w Łodzi. W lutym 2012 został powołany na stanowisko łódzkiego komendanta wojewódzkiego. W 2014 mianowany na stopień nadinspektora.

## Odznaczenia
- Złoty Krzyż Zasługi (2005)[4]
- Srebrny Krzyż Zasługi[1]
- Złoty Medal za Długoletnią Służbę[1]
- Złota, Srebrna i Brązowa Odznaka „Zasłużony Policjant”[1]